# 語言、真理與邏輯
《語言，真理與邏輯》（英文：Language, Truth, and Logic），是一本邏輯實證主義之分析哲學書，由艾耳於1936年完成。此書將德語世界的維也納學派的邏輯實證主義，引起英語世界注意。
在這本書中，艾耳定義並闡述，檢證原則（verificationism，有時也被稱為意義標準，criterion of meaning）。艾耳解釋了，檢證原則如何應用於處理哲學問題。

## 背景
因為艾耳認為形上學的理論是證實不到，所以於1933年開始寫《語言，真理與邏輯》 。艾耳明言，這本書的標題是參考自弗里德里希·威斯曼（Friedrich Waismann）的《邏輯、語言、哲學》（Logik，Sprache，Philosophie）。

## 內容

### 意義標準
根據Ayer的說法，分析性語句是恆真句或者矛盾句，單憑分析就可以確定真假值。
綜合語句或經驗語句，真假值不僅僅是由所包含的詞語或符號的定義來確定。根據艾爾的觀點，如果一個語句表達了一個經驗語句，那麼語句的真假值就是通過其經驗證明來確定。
命題是具有可以驗證真假值的語句。根據核實原則，有意義的語句具有可以確認或否定其有效性的條件。沒有意義的語句，就是不可驗證。

### 攻擊形上學
艾爾拒絕形而上學的論點，即哲學可以為我們提供超驗的知識。他駁斥了形而上學的論點，稱它們是無稽之談，並說它們不能憑經驗驗證。他認為，形而上學的陳述沒有字面意義，他們不能接受真理或虛假的標準。
放棄作為哲學關注的形而上學的一個重要結果是拒絕這樣一種觀點，即哲學的功能是提出意義的基本原則，並通過提供這些意義原則的後果作為現實的完整圖景來構建演繹系統。 。但是，有些人可能會爭辯說，艾爾所做的是，將可證實性原則作為任何經驗命題的有意義的標準。
根據艾爾的觀點，任何關於“事實問題”的提議都不一定能證明是正確的，因為總有可能通過進一步的實證檢驗來反駁它。邏輯確定性只能用於分析觀察，這是重言式，而不是關於“事實問題”的經驗觀察。
艾爾解釋說，他的激進經驗主義反對理性主義。理性主義斷言，有關世界的真理可以通過先驗推理或獨立於經驗來了解。根據可驗證性原則，關於“事實問題”的命題只有在能夠通過實證驗證時才有意義。
艾爾同意並詳細闡述了康德對分析判斷與綜合判斷之間區別的解釋。根據艾爾的觀點，如果命題的有效性僅取決於它所包含的符號的定義，那麼它就是一種分析。如果命題的有效性由經驗事實決定，則命題是合成的。
分析觀察給了我們新的知識，因為它們揭示了我們的陳述和信仰的意外影響。但是分析性觀察並沒有給我們提供關於事實問題的新知識，因為它們只告訴我們已知的事物。

### 道德判斷
艾耶提出情緒主義，認為道德價值不可以用經驗檢證，而道德句子表達出情緒，但並無認知意義，非真亦非假。
艾耶指出，道德價值不可以化成經驗事實。對於效益主義者與其他結果主義者，嘗試將道德價值化成經驗事實，艾耶就認為，「X是善」並不等值於「X是令人愉快」或者「X是人所追求」。對於艾耶而言，由於道德價值並不可以化作經驗事實，所以道德句子並無認知意義。當運用「檢證原則」於道德句子，由於道德句子屬於綜合句，但並無檢證當中的內容是真或假的方式，所以道德句子不真亦不假，而缺乏認知意義。
艾耶認為，道德句子表達出情緒，而並無增加任何事實內容。艾耶對比「你偷錢乃錯」與「你偷錢」之後，認為前一句表達出情緒，但並無比後一句多陳述出任何內容。前一句反而因並不表達出真或者假，所以屬缺乏認知意義之句子。
另一方面，艾耶認為，道德句子表達出情緒，但並不描述任何人之心理狀態。艾耶認為，如果說出「寬容是美德」，而心中又缺乏情緒支持「寬容是美德」，其實並無自我矛盾，因為道德句子是表達出情緒，而不是陳述出自己的情緒。艾耶亦因而認為，並沒有價值爭論。艾耶認為，表達出相反情緒之道德句子，例如「節儉是美德」與「節儉是邪惡」，都是非真亦非假，所以這兩句都可以相容。

## 批評
邏輯實證主義是20世紀20年代和30年代當時的哲學風格，因艾耳的《語言，真理與邏輯》一書普及。然而，艾爾自己後來拒絕邏輯實證主義。他寫完這本書的五十年後說：「邏輯實證主義很久以前就已經死了。我並不認為《語言，真理與邏輯》是真理......當中充滿了謬誤。」